# Merredin
Merredin (2 550 habitants) est un village qui se situe à 256 km à l'est de Perth, Australie. Elle est située dans la Wheatbelt, sur la Great Eastern Highway, à mi distance entre Perth et Kalgoorlie.